# Tomislav Štrkalj
Tomislav Štrkalj (Zagreb, 2. kolovoza 1996.) hrvatski je nogometaš koji igra na poziciji napadač. Trenutačno igra za Tractor.

## Vanjske poveznice
- Profil, Hrvatski nogometni savez
- Profil, Transfermarkt (engl.)